# ラガノスクス
ラガノスクス（学名：Laganosuchus）は、2009年にニジェールの白亜紀半ばの地層から報告された、ストマトスクス科に属する絶滅した新鰐類の属。化石は下顎が知られており、全長は4 - 6メートルと推定される。なお近縁のストマトスクスは歯骨歯を持たない可能性があるが、ラガノスクスには鋭利な歯骨歯が存在した。

## 発見
属名は「パンケーキワニ」を意味し、古代ギリシア語のλαγανον, laganon（「パンケーキ」）とσοῦχος, souchos （「ワニ」）に由来する。これらは頭蓋骨が上下に浅い点を反映しており、全てのストマトスクス科に共通する形質でもある。ポール・セレノとハンス・ラーソンは "PancakeCroc" というニックネームを本属に名付け、2009年に本属を記載した。同時に記載されたワニ形上目の爬虫類としては、アナトスクスとカプロスクスがいる。
タイプ種 L. thaumastos（「驚くべきパンケーキワニ」の意）はニジェールに分布するセノマニアン階の Echkar Formation から産出しており、ホロタイプ標本は MNN IGU13 である。第二の種 L. maghrebensis（種小名は発見地に由来）はモロッコに分布するケムケム層群で発見されており、地層の地質時代は同じくセノマニアン期である。L. maghrebensis のホロタイプ標本は UCRC PV2 である。

## 特徴

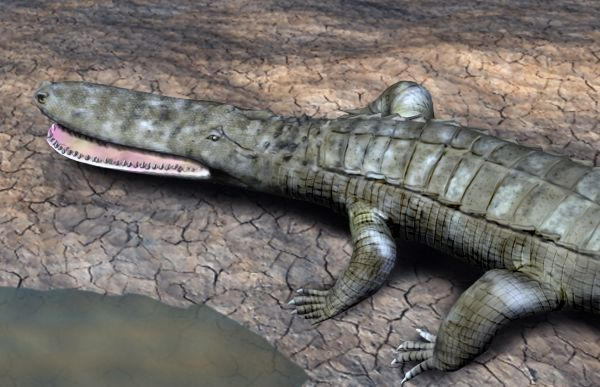
L. thaumastos の生体想像復元図

ラガノスクス属の種はいずれも下顎のみが知られている。L. thaumastos のものはほぼ完全で左の後関節突起が保存されており、L. maghrebensis は歯骨の断片のみが知られている。L. thaumastos の顎の全長は838ミリメートル、先端部から関節面までは750ミリメートルであり、うち490ミリメートルには歯が生えている。顎の全幅は下顎結合において約140ミリメートル、関節面において約240ミリメートルと幅があり、左右に等しく拡大する。歯はいずれも単純で真っ直ぐなスパイクであり、最前部の1組の歯が最大であり、残りの歯は口の後側に向けて縮小する。口の両側に24本の歯が生えており、歯槽が露出する第6歯と第7歯を除いてそれぞれの間隔は一定する。これらの顎の両側は水平に緩やかに外側に反り返り、第7歯槽から先の下顎結合に向かってより強く湾曲する。下顎結合自体は完全に癒合しているものの、他のcrocodyliformと比較して小さくかつ弱く、咬合力が弱かったことが示唆される。また、顎は関節面から下側に湾曲しており、下顎結合に向かって再び上昇する。左右それぞれの歯骨は非常に細長く、僅かに厚みを増した下顎結合においても幅22ミリメートルに過ぎない。L. thaumastos は歯骨の舌側に沿って小さな稜が走り、このため歯骨の厚みが増しているが、この特徴は L. maghrebensis には存在しない。粘骨は両種において非常に薄いシート状の骨であり、下顎の大部分に沿って伸びるが、歯骨のようには結合に参加しない。粘骨の前側縁は2種の間で差異が見られ、L. thaumastos のものは二股に分岐し、L. maghrebensis では前側縁が一点に纏まる。
顎の後側縁は L. maghrebensis では保存されていない。L. thaumastos では、筋突起は粗く、上下に低く横方向に幅広であり、顎の舌側で上角骨により厚みを増す。顎の間の面積が広大であるため、長く重い顎を閉じることは水中において難しいことから、この特徴はおそらく強力な筋肉の付着部を示すものである。外下顎窓は非常に縮小しており、スリットに留まっている。浅窩のサドル型関節面の前側に位置する小さなadductor fossaは異様であり、右側においてこのサドル型の関節面は不規則な縁を有し、また未知の理由による病変の兆候を示す。retroarticular process は断面において三角形であり、側面は僅かに窪む。角骨および前関節骨は薄い後側の枝を有しており、枝は外側および内側で関節骨と完全にオーバーラップし、間接の最上部と最下部のみが開いている。
L. thaumastos の最前部の2本の歯は前側に傾斜しており、これは前上顎骨の歯と噛み合う下で口から突出していたと推測される。それぞれの歯槽の間では、歯槽列の背縁が隆起して唇側に凹んだ窪みを形成している。これはおそらく、互いに強く噛み合った歯がある種の「魚拓」を形成したことを示す。歯の大多数は破損しているか喪失しているが、個体が死亡した際に置換され、そのまま歯槽に保存されたものも少数存在する。これらは真っ直ぐであり、完全に対称なスパイクであり、修飾や鋸歯や湾曲を伴わない。しかし、L. maghrebensis において、歯骨の第4歯は僅かに第1歯よりも大型であり、また第1歯の歯槽は横たわってはいない。このため、L. maghrebensis の最前部の歯は前側に突出していなかったと推測される。

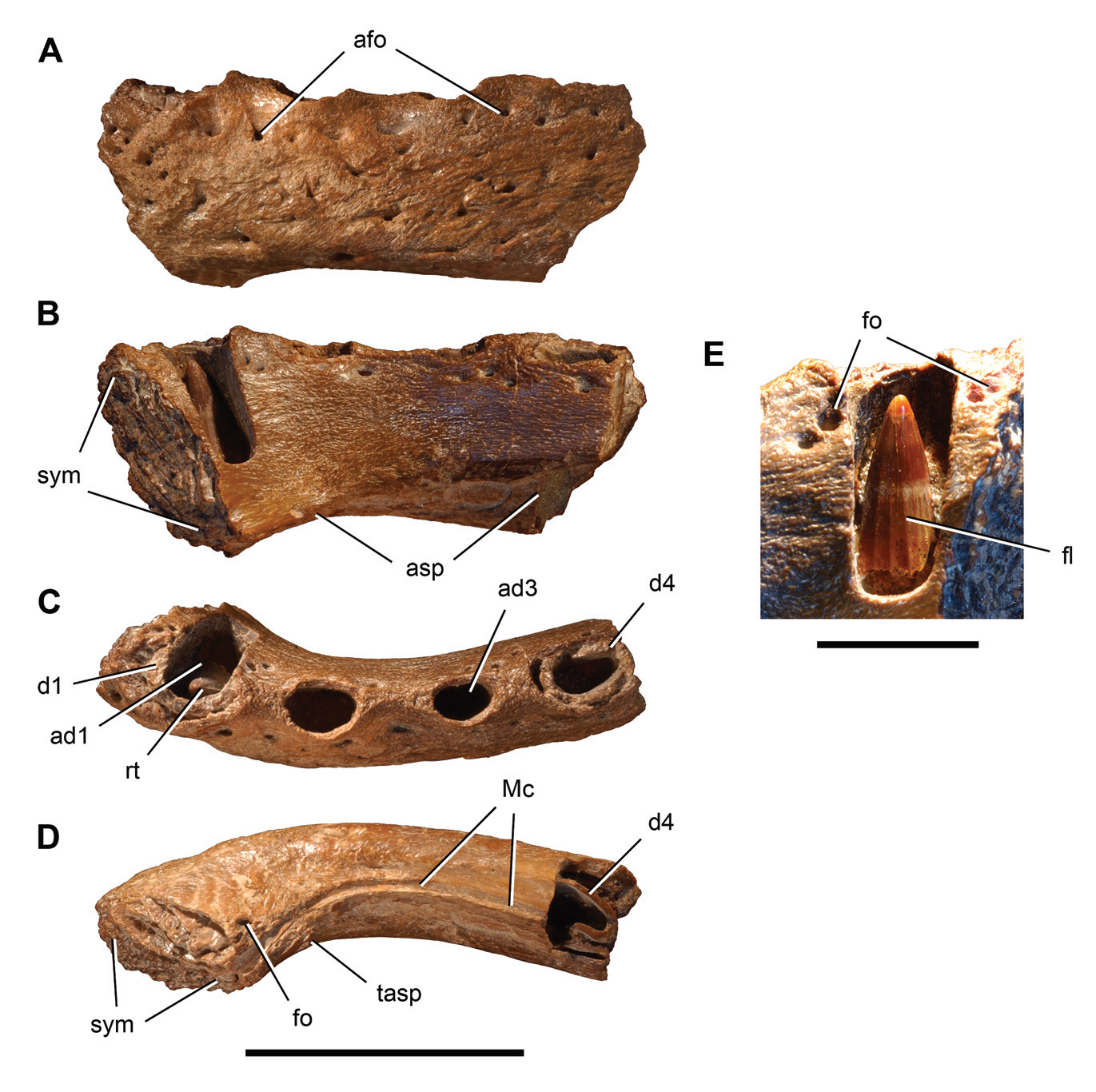
L. maghrebensis のホロタイプの歯骨

ラガノスクスのいずれの種も全長は4 - 6メートルと推定されており、そのうち比較的大きな割合を大型の平坦な頭部が占めていたと考えられる。近縁なストマトスクスで仮説が提唱されているように喉の下部に喉袋が存在した可能性もあるものの、当該の仮説を裏付ける化石証拠も、逆に反証する化石証拠も得られてはいない。顎を閉じる際に用いられた可能性のある全ての筋肉に対する顎の全長から鑑み、顎の高速開閉や強い咬合力の発揮は不可能であったと考えられている。

## 古生物学
セレノとラーソンによれば、L. thaumastos は全長約6メートルで、長さ1メートルに及ぶ平坦な頭部を持つ、魚類を対象とする待ち伏せ型の捕食動物であった。本種は数時間もの間動くことなく獲物を待ち、獲物に向かって遊泳し、顎を開いてスパイク状の歯で襲っていたと考えられる。